# Leuci

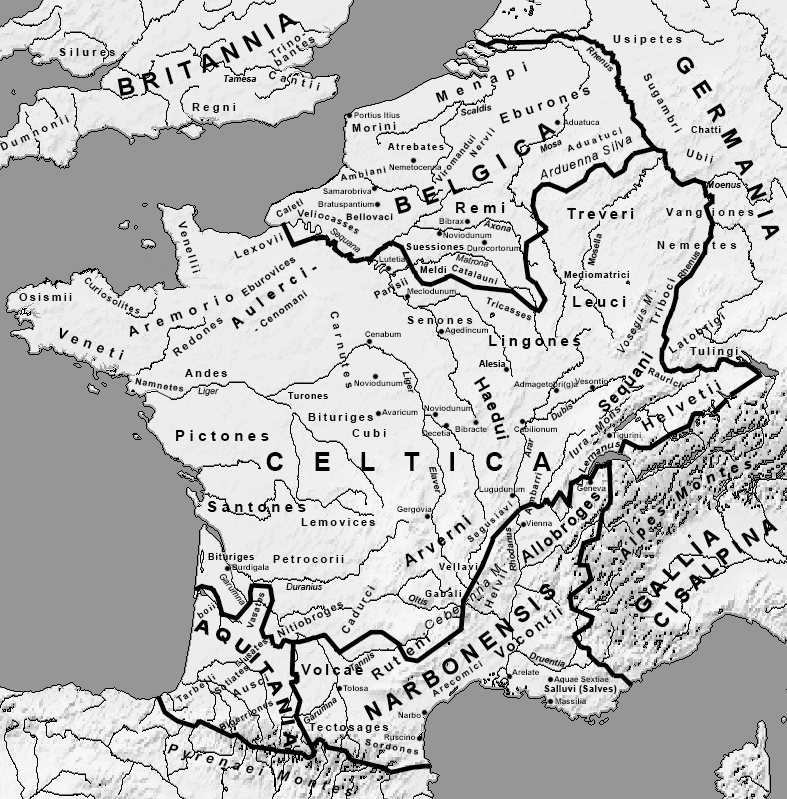
Gallië rond 54 v.Chr.; de Leuci woonden rond de bovenloop van de Moezel

De Leuci waren een Keltische stam die woonde in het huidige Lotharingen. Zij woonden ten zuiden van de Mediomatrici en ten noorden van de Lingones.
Julius Caesar schreef in Commentarii de bello Gallico dat de Leuci - samen met de Lingones en de Sequani - het graan leverden aan het Romeinse leger (58 v.Chr.). Ook Strabo maakt melding van de Leuci: in zijn Geographika schrijft hij dat ze boven de Mediomatrici woonden, samen met een deel van de Lingones.
De Leuci hadden diverse heuvelforten in de Vogezen. In het westen van hun woongebied lag het oppidum Boviolles. De hoofdstad van de Leuci was Toul (Latijn: Tullum Leucorum) en deze stad fungeerde in de Romeinse tijd als hoofdplaats van de Civitas Leucorum. Overigens heeft Ptolemeus de stad Naix-aux-Forges (Latijn: Nasium) genoemd als hoofdstad van de civitas.
Gallia Cisalpina:
Anares · Beluni · Boii · Carni · Caturiges · Cenomani · Ceutrones · Insubres · Lepontii · Libici · Lingones · Nerusi · Salassi · Segusani · Suetri · Taurini · Vedianti

Gallia Transalpina:
Aedui · Albici · Allobroges · Ambarri · Ambiani · Andecavi · Arecomici · Atrebati · Aulerci Cenomani · Aulerci Diablintes · Aulerci Eburovices · Arverni · Baiocasses · Bellovaci · Bituriges Cubi · Bituriges Vivisci · Cadurci · Caleti · Carnutes · Catalauni · Caturiges · Cavares · Cenomani · Centrones · Cetrones · Commoni · Condrusi · Coriosolitae · Durocasses · Eciates · Eleuteti · Gabali · Garocelli · Geidumni · Grudii · Helvetii · Helvii · Lemovices · Leuci · Levaci · Lexovii · Lingones · Mandubii · Mediomatrici · Medulli · Menapii · Morini · Namnetes · Nantuates · Nerviërs · Nitiobriges · Osismii · Parisii · Petrocorii · Pictones · Pleumoxii · Redones · Remi · Ruteni · Salluviërs · Santones · Segni · Segovellauni · Segusiavi · Senones · Sequani · Silvanectes · Sordones · Suessiones · Tectosages · Tigurini ·  Tougener · Treveri · Tricasses · Tricastini · Turones ·  Veliocasses · Vellavi · Venelli · Veneti · Viducasses · Viromandui · Vocontii · Volcae Arecomici · Volcae Tectosages · Vivisci